# Gran Teatro del Cibao
El Gran Teatro del Cibao (comúnmente referido como Teatro del Cibao o El Gran Teatro) es el segundo más destacado de todas las salas de teatro en todo el territorio nacional de la República Dominicana. El Teatro Regional de Santiago de los Caballeros es también un lugar donde se dan cita las distinguidas obras y los espectáculos más destacados de la región del Cibao, del país y del extranjero. A la vez es la sede de varios premios y concursos regionales. El Gran Teatro del Cibao forma parte del patrimonio cultural de Santiago de los Caballeros, segunda ciudad más importante del país en población y desarrollo.

## Historia
El Gran Teatro del Cibao fue creado el 16 de agosto de 1995, por órdenes del entonces  presidente de la República, el Dr. Joaquín Balaguer, quién tenía en uno de sus proyectos culturales, la creación de un teatro en la capital de la región del Cibao; Santiago en el cual se llevaran a cabo las más grandes representaciones y manifestaciones artísticas del ámbito cultural, regional y dominicano.
El Gran Teatro del Cibao es el gemelo arquitectónico del Teatro Nacional Eduardo Brito  de Santo Domingo y fue construido por el arquitecto Teófilo Carbonell, el cual se inspiró en varios teatros a nivel internacional. También cabe destacar la participación de los ingenieros William Reid y Juan Manuel Bonetti, los cuales tuvieron una intervención especial en muchas de las fachadas de este teatro. La Casa Peter Albretch Corporation fue la encargada de lo que es la acústica y el escenario, al igual que en el Teatro Nacional.
En el Gran Teatro del Cibao se encuentran además, importantes estatuas de personajes históricos de la vida cultural, como son: Fray Luis De León el gran escritor español Lope de Vega, y en el centro del teatro se destacan las esculturas de Calderón de la Barca y Sor Juana Inés de la Cruz.
Durante su inauguración en 1995, se llevaron a cabo diferentes festivales artísticos de música sinfónica , música coral, música de cámara, ópera, recitales, ballets, obras teatrales, de la cual se presentaron las más importantes y reconocidas del país. 
El Gran Teatro del Cibao posee tres grandes salas de presentaciones: la Sala Principal de la Restauración, con una capacidad para 1,500 personas; también se encuentra la Sala Divina Gómez con capacidad para 190 personas y la Sala de Eduardo Brito con capacidad para 255 personas, la Sala Julio Alberto Hernández y además cuenta con dos salas de ensayo, las cuales presentan espectáculos periódicos tantos de arte popular y clásico nacional como del universal, con el propósito de aumentar el nivel cultural del país. Además cuenta con el Bar Moisés Zouain, la cual es una hermosa área decorada con estilo propio por el arquitecto Carbonell, con  alfombras, y mobiliario de color azul brillante,  y con hermosas lámparas en vitrales de llamativos colores, un detalle combinado en pinceladas internas y externas, que le ha valido el calificativo de “El Bar Azul”. de sus presentaciones, el Teatro realiza charlas, conferencias y talleres sobre el arte y la cultura.
El Gran Teatro del Cibao, hoy día es la sede de grandes acontecimientos artísticos que sirven para elevar el nivel cultural de la región del Cibao y del pueblo Dominicano

## Salas principales del Gran Teatro del Cibao

### Sala Principal de la Restauración
La Sala de la Restauración, es la principal del Gran Teatro del Cibao, y la más completa sala de teatro, conciertos, y espectáculos, en toda la Región del  Cibao. Preparada, al igual que toda la edificación como una réplica, ampliada y mejorada de su homólogo, el Teatro Nacional.
La boca del escenario, de 18.00 metros de ancho y 12. 00 metros de altura, es una de las más grandes del mundo, y la tramoya que alcanza los 29.00 metros de altura, tiene capacidad para 110 telares simultáneamente. El foso de la orquesta, cuya parte frontal es de alturas regulares mecánicamente, puede acoger con toda comodidad cualquier Orquesta Internacional.
Se ha instalado un sistema inalámbrico fundamentado en láser para 200 personas con problemas de audición y cabinas suficientes para equipos de traducción simultánea.
La Cámara Acústica fue un diseño particular para los Teatros de Santo Domingo y Santiago y es de gran hermosura y eficiencia.  El Auditorio, con capacidad para 1600 personas sentadas en cómodas butacas, tiene 10 palcos laterales que emergen de las paredes talladas en hermosa Caoba Nacional.  El bello encaje en caoba que recubre las paredes laterales del auditorio, tiene la responsabilidad de optimizar el valor acústico de la Gran Sala de la Restauración y funcionan como eficientes mezcladores del sonido.
El techo de esta zona está conformado por 150 nubes que resuelven con ayuda de las cortinas, que se encuentran ocultas sobre los dichos paneles, el buen manejo del sonido en altura.
En su nivel superior el Teatro posee dos espaciosas salas de exposiciones dispuestas para celebrar actividades de diferentes índoles, independientes de los espectáculos, los cuales darán vida extra a esta institución.  Un lujoso y acogedor bar con capacidad para más de 150 personas existen en el extremo sur del segundo nivel, con las comodidades de lugar y la fabulosa integración que se ha logrado con los bellos exteriores circundantes.

### Sala Divina Gómez
Es la sala secundaria del Gran Teatro del Cibao, y fue dedicada a la memoria de Divina Gómez,  teatrista de Moca, a quien se le considera “Madre del teatro moderno en la República Dominicana”. La artista nació el 23 de febrero de 1893.
Esta sala tiene una capacidad para unas 175 personas. Ha sido dedicada exclusivamente para obras teatrales y tiene su entrada por el lado norte del Gran Teatro del Cibao.
La diversidad de esta sala ha permitido que se incremente la afluencia del público y la programación artística en los últimos años. Sus asientos así como su escenografía son también hechos en madera caoba.

### Sala de Eduardo Brito
La Sala Eduardo Brito destacado barítono oriundo del Cibao; esta sala tiene como objetivo principal tratar de temas culturales, así como también hacer los conciertos de piano, realizar charlas ligadas a la cultura dominicana, también realizar recitales, cursos de música y teatro, llevar a cabo conferencias, conciertos de cámara, así como monólogos, teatro de títeres y obras de pequeño formato. Esta sala tiene la capacidad de albergar más de 200 personas. También su forraje del escenario y sus asientos son hechos de madera.

### Sala Julio Alberto Hernández
La Sala Julio Alberto Hernández lleva el nombre de uno de los músicos  dominicanos más apasionados y dedicados a la música, destacado compositor, musicólogo. Hijo del puertorriqueño Julio Alberto Hernández,  y de la dominicana Dolores Camejo, nació en la ciudad de Santiago el 27 de septiembre de 1900.
La sala es ideal para conferencias, ciertos, y encuentros temáticos, cuenta con un sistema especial de acústica, y  ha sido recientemente reacondicionada con la instalación de luces especiales, y la creación de una cabina para el equipo de sonido.

### Sala de Ensayos
Esta sala se divide en dos salas totalmente diferentes. La primera se encuentra en el tercer nivel, en el cual se ubican las oficinas principales del Gran Teatro del Cibao. También se encuentran un área artística de ensayos y otra área administrativa. También en este nivel se encuentra el Centro de Recuperación, la Videoteca y la difusión de la Música Dominicana.

## Arquitectura del Gran Teatro del Cibao
El Gran Teatro del Cibao tiene un gran atractivo arquitectónico de muy buena calidad y de primer orden, para todos los que disfrutan de su creación, ya sean turistas o todo el público en general. El arquitecto oficial del Gran Teatro del Cibao, al igual que del Teatro Nacional fue Teófilo Carbonell, quién le dio un estilo único a la construcción del teatro. 
El escenario del Gran Teatro del Cibao, es uno de los más refinados escenarios del mundo, en este se puede albergar a las principales figuras del arte mundial y local. 
Este teatro consta de una estructura hecha en caoba, en la parte de adentro, y se puede apreciar mucho en la Sala Principal de la Restauración, cuenta además con más de 100 paneles movibles, tras los cuales se ocultan cortinas practicables y puentes para la luminotecnia frontal. 
Los laterales de la boca de escena es de unos 18 m × 12 m . Además cuenta, con la gran "concha" de la escena para conciertos sinfónicos. Todo esto permite que el Teatro Nacional, disponga de una acústica modulable. 
Desde su cabina de control de luz y de sonido se conjugan la magia de los rayos lumínicos con las vibraciones de las ondas sonoras. En el área que queda detrás del escenario de la Sala de la Restauración, se encuentran los camerinos, los cuales pueden ser individuales, como también pueden ser colectivos, y ambos están sumamente equipados con consola para maquillaje con perfecta graduación de la luz, también cuenta con servicios higiénicos independientes, un diván para reposo en cada camerino, un rincón para visitas, el closet para vestuario de los artistas y un sonido en monitor que permite seguir el curso de la representación escénica del concierto. 
El Gran Teatro del Cibao es el teatro más importante de la región del Cibao y de los más grandes e importantes de la República Dominicana y de toda la región del Caribe y las Antillas. Es la sede principal de muchos espectáculos artísticos importantes del país, así como espectáculos extranjeros que han revolucionado el mundo con su presentación.